# Shahrestān-e Farāshband
Shahrestān-e Farāshband (persiska: شهرستان فراشبند, فراشبند) är en delprovins (shahrestan) i Iran.   Den ligger i provinsen Fars, i den centrala delen av landet, 800 km söder om huvudstaden Teheran.
Delprovinsen hade 45 459 invånare 2016.